# Nonthaburi

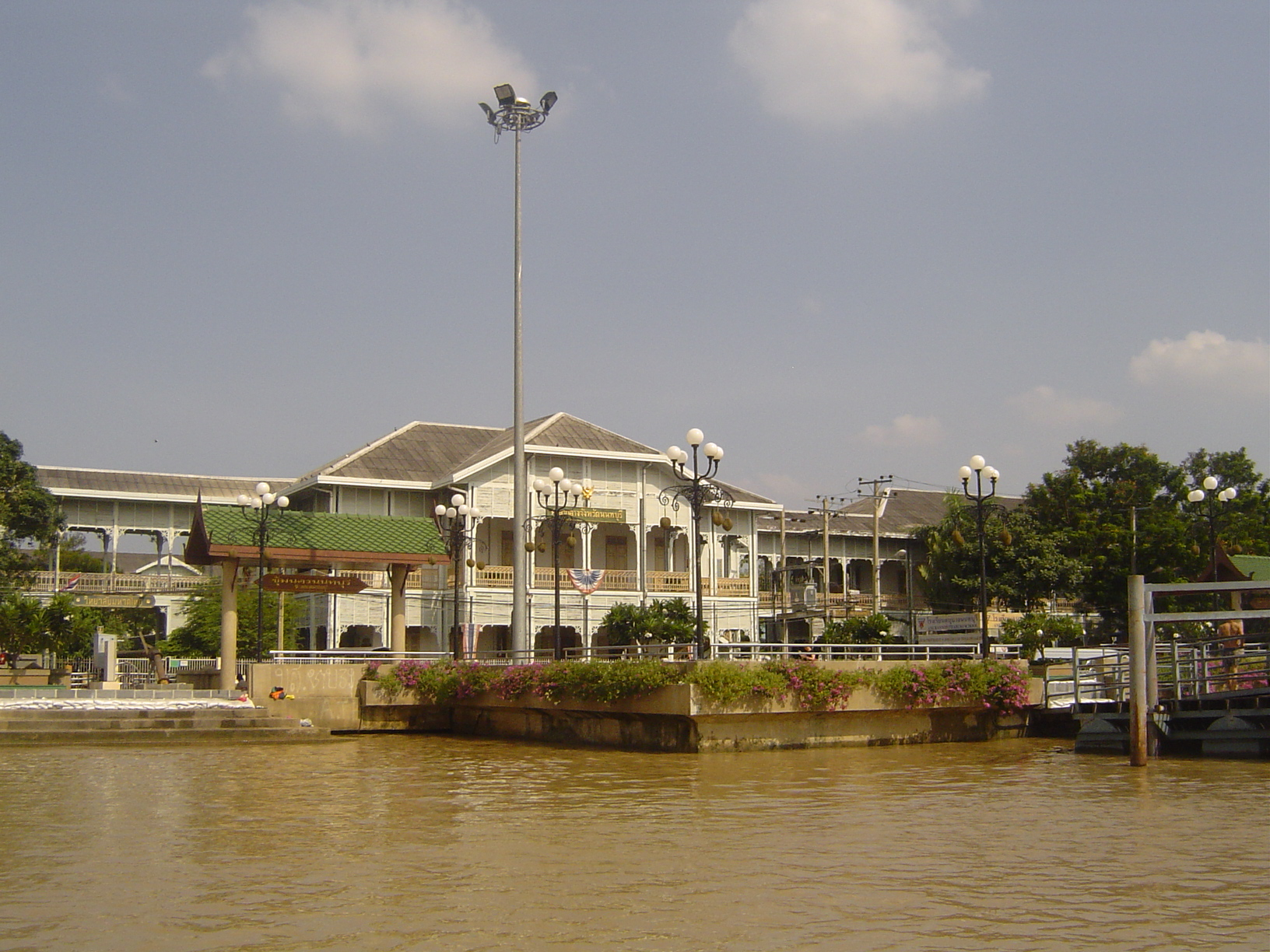
Museu de Nonthaburi

Nonthaburi (em tailandês:  นนทบุรี) é a principal cidade do distrito e província de mesmo nome na Tailândia.
Tem o status da municipalidade (thesaban nakhon) e cobre cinco subdistritos (tambon) do distrito de Mueang Nonthaburi: Suan Yai, Talat Khwan, Bang Khen, Bang Kraso e Tha Sai. Em janeiro de 2012, tinha uma população registrada de 258.550, tornando-se o segundo município mais populoso da cidade na Tailândia (atrás de Bangkok). Devido à sua localização perto de Bangkok, a cidade é considerada um subúrbio da capital, parte da região metropolitana de Bangkok.